# Харьюские ворота
Харьюские ворота (эст. Harju värav) — несохранившееся оборонительное сооружение средневековой таллинской городской стены. Располагались на пересечении современных улиц Рюйтли, Мюйривахе и Харью, а также на участке улицы Харью между улицей Мюйривахе и нынешней Площадью Свободы (Вабадусе). На месте бывшей главной башни Харьюских ворот сейчас расположены д. 13 и д. 6 по обе стороны улицы Харью.
В комплекс Харьюских ворот входил также комплекс парадных Харьюских ворот, 2-3 пары надвратных башен с соединяющими их стенами.

## История
Впервые ворота упоминаются в 1361 году как Сепаварава (нижненемецкое Смедепорте, из-за того, что улица Харью в то время называлась улицей Сепа или Сепаде).
Квадратная главная башня Харьюских ворот в своем окончательном виде была пятиэтажной. Её базовый план имел размеры 9,8×8,8 м, она достигала высоты 21 м. Большие главные ворота обычно были закрыты, для проходящих существовали небольшие пешеходные ворота, через которые нельзя было напрямую попасть на городские стены, но из пешеходных ворот можно было войти внутрь башни (спуститься) по ступеням и только затем подняться по лестнице между стенами.
Со временем комплекс стал включать трое ворот. Третьи ворота (аналогичные главным воротам Вируских ворот) имели также две круглые боковые башни — передние ворота Харьюских ворот, рядом с которыми находились мельница Харьювески (водяная мельница) и пруд с водопоем для лошадей. Всего было четверо заградительных ворот и пять оборонительных башен.
Вторые передние ворота были достроены в ходе масштабной реконструкции 1448—1453 годов.
В 1535 году между главными и Харьюскими воротами был казнён Иоганн фон Юкскюлль, приговорённый к смертной казни городским советом за пытки крестьянина, бежавшего из города.
В 1538—1767 годах Харьюские ворота были закрыты в связи с реорганизацией оборонительных сооружений города. Весь комплекс ворот был встроен в Харьюский барбакан. Харьюские ворота были вновь открыты лишь в 1767 году, отреставрированные, как «новые», отсюда и русское название Харьюских ворот — Новые ворота.
В 1768 году в тюрьму в башне Харьюских ворот городской крепости был заключён митрополит Арсений Ростовский. Он скончался там же в 1772 году. Вероятно, именно это заключение послужило причиной того, что на карте 1831 года башня названа «Кровавой башней».
Ворота были вновь открыты для движения в 1767 году в связи с новой реорганизацией оборонительных сооружений Таллина.
В 1862 году были снесены парадные ворота, а в 1875 году — главные ворота, поскольку улица Харью стала важной торговой улицей города, а ворота мешали растущему дорожному движению. В 1881 году была снесена и водяная мельница, часть большого вала перед воротами была срыта, рвы окончательно засыпаны землей, а образовавшаяся площадь стала Сенным рынком, который со временем стал площадью Петра.
В 2008 году, во время реконструкции площади Свободы, были на короткое время открыты восточная и западная башни Харьюских ворот. Были раскопаны бывшие Харьюские ворота и их парадные ворота, а также оборонительные сооружения перед ними. Всё это было законсервировано и размещено на площадке под площадью, а остатки оборонительной башни парадных ворот были оставлены в конце улицы Харью, чтобы желающие могли осмотреть их через специально устроенную стеклянную витрину.